# フィリップス・ブルックス
フィリップス・ブルックス (Phillips Brooks, 1835年12月13日 - 1893年1月23日) は、アメリカ合衆国の宗教家。米国聖公会の聖職者。作家でもある。
ボストントリニティ教会の牧師。『ベツレヘムの小さな町で 』(O Little Town of Bethlehem)を作詞した人物として知られる。
フィリップス・ブルークスと訳されることもある。
| スタブアイコン | サブスタブ | この項目は、まだ閲覧者の調べものの参照としては役立たない、人物に関連した書きかけの項目です。この項目を加筆・訂正などしてくださる協力者を求めています（P:人物伝/PJ:人物伝）。 |